# 杜村乡 (孝义市)
杜村乡，是中华人民共和国山西省吕梁市孝义市下辖的一个乡镇级行政单位。2021年5月28日，撤销南阳乡，整建制并入杜村乡。

## 行政区划
杜村乡下辖以下地区：
东小景村、西梁庄村、沿家坡村、西房庄村、招携村、龙池头村、杜村、西小景村、元罡村、长安村、侯家山村、南岭村、程圪垛村、北段王村、南段王村、李家庄村、温家垣村、石匣社村、王青峪村、白居庄村、申家沟村、薛颉岭村和柳窳村。